# Гальмсбюлль
Гальмсбюлль (нем. Galmsbüll) — община в Германии, в земле Шлезвиг-Гольштейн. 
Входит в состав района Северная Фрисландия. Подчиняется управлению Зюдтондерн.  Население составляет 664 человека (на 31 декабря 2010 года). Занимает площадь 49,05 км².
Официальным языком в населённом пункте, помимо немецкого, является севернофризский.